# Wstrząsarka

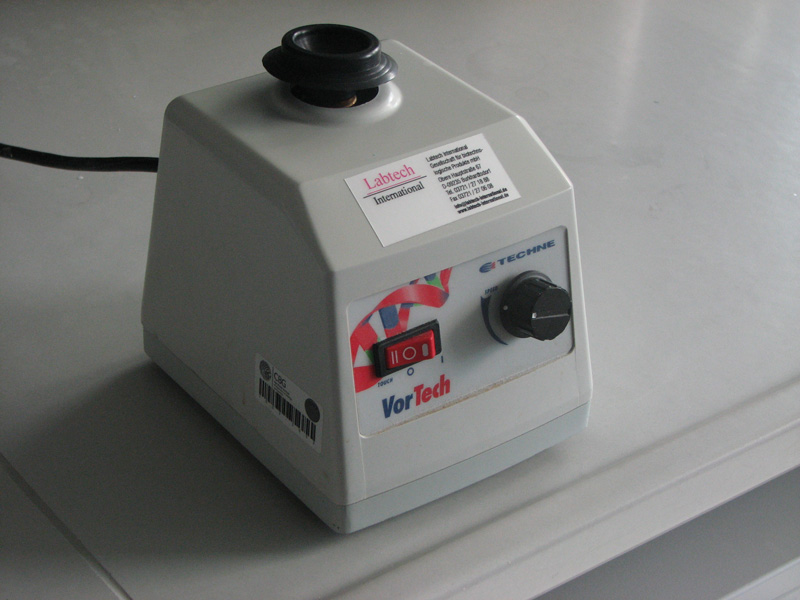
Stołowa wstrząsarka laboratoryjna (tak zwany worteks)

Wstrząsarka, wytrząsarka – urządzenie laboratoryjne służące do szybkiego i efektywnego mieszania małych objętości cieczy lub tworzenia zawiesin.
Jednym z kilku typów wstrząsarek jest, zwane żargonowo worteksem lub vortexem (od ang. vortex mixer), urządzenie mające silnik elektryczny z pionowo osadzonym wałkiem, na którego wystającym końcu osadzona jest gumowa nakładka wyprofilowana odpowiednio do kształtu dna próbówek i podobnych naczyń. Nakładka ta jest osadzona mimośrodowo w taki sposób, że gdy silnik pracuje, oscyluje ona po okręgu. Gdy do nakładki jest dociśnięte dno naczynia, jej drgania wprawiają w ruch ciecz w nim zawartą, która także zaczyna wirować, tworząc wir. Zapewnia to bardzo efektywne i szybkie mieszanie zawartości naczynia, a także dyspergowanie w cieczy osadów lub innych cząstek stałych. Wstrząsarki przeważnie są wyposażone w regulator szybkości obrotowej oraz we włącznik pracy ciągłej lub tymczasowej. Niektóre modele można włączać „automatycznie” dociśnięciem naczynia do nakładki lub przez czujnik podczerwieni wykrywający naczynie na niej obecne.
Przy braku wstrząsarki sprawdzoną metodą dyspergowania cząstek lub mieszania jest pstrykanie palcami w próbówkę lub fiolkę – gwałtowne zmiany w ruchu cieczy zwykle dobrze ją mieszają. Ta zastępcza metoda nie sprawdza się dla dużych objętości i gęstych (lepkich) mieszanin, które mogą pozostać niezamieszane.